# Mauro Zanetti
Pour les articles homonymes, voir Zanetti.
Mauro Zanetti (né le 5 avril 1973 à Iseo, dans la province de Brescia, en Lombardie) est un coureur cycliste italien.

## Biographie
Professionnel de 1997 à 2003, Mauro Zanetti a remporté la Coppa Placci et le Tour des Apennins.

## Palmarès

### Palmarès amateur
- 1996
  - 2e étape du Tour du Frioul-Vénétie julienne
  - Cronoscalata Gardone Val Trompia-Prati di Caregno
  - Turin-Valtournenche
  - 6e étape du Tour de la Vallée d'Aoste
  - Cronoscalata della Futa
  - 2e du Tour de la Vallée d'Aoste
  - 3e de Zanè-Monte Cengio

### Palmarès professionnel
- 1998
  - Coppa Placci
- 1999
  - 2e du Trofeo dello Scalatore
  - 2e du Tour du Schynberg
  - 3e de la Coppa Sabatini
- 2000
  - Tour des Apennins

## Résultats sur les grands tours

### Tour d'Italie
6 participations
- 1998 : 56e
- 1999 : 31e
- 2000 : 62e
- 2001 : 17e
- 2002 : abandon (9e étape)
- 2003 : abandon (13e étape)

### Tour d'Espagne
2 participations
- 1997 : 104e
- 2002 : abandon (13e étape)